# Danomyia hepsocrene
Danomyia hepsocrene là một loài ruồi trong họ Asilidae. Danomyia hepsocrene được Londt miêu tả năm 1993. Loài này phân bố ở vùng nhiệt đới châu Phi.